# تک‌رأی انتقال‌ناپذیر
تک‌رأی انتقال‌ناپذیر یا رأی واحد غیر قابل انتقال (به انگلیسی: Single non-transferable vote یا SNTV) نوعی نظام انتخاباتی است که هر رأی‌دهنده فقط یک رأی به یکی از نامزدان می‌دهد و نامزدانی که بیشترین آرا را به دست آورده‌اند پیروز انتخابات خواهند شد. فرق تک‌رأی انتقال‌پذیر با نظام نخست‌نفری آن است که در اولی حوزه‌های انتخابیه چندنفره است ولی در دومی منحصراً تک‌نفره.
نظام تک‌رأی انتقال‌ناپذیر می‌تواند برای احزاب چالش‌برانگیز باشد. در یک حوزهٔ انتخابیه با چهار نماینده، نامزدی که حداقل ۲۰ درصد آرا را به دست آورد، قطعاً انتخاب خواهد شد. حزبی که ۵۰ درصد رأی دارد، انتظار می‌رود دو کرسی از چهار کرسی را تصاحب کند. اگر هر یک از دو نامزد حزب، حول و حوش ۲۵ درصد آرا را به دست آوردند، هر دو انتخاب خواهند شد. ولی اگر یکی ۴۰ درصد رأی بیاورد و دیگری فقط ۱۰ درصد، نامزد دوم آن حزب ممکن است انتخاب نشود. قضیه وقتی حادتر می‌شود که حزب ۳ نامزد را برای آن حوزه معرفی کرده باشد. شکستن آرا بین نامزدهای هم‌حزب باعث کاهش احتمال انتخاب نامزد دوم خواهد شد.
امروزه این نظام انتخاباتی در مجالس کشورهای افغانستان، وانواتو، و جزایر پیت‌کرن و نیز مجالس علیای اندونزی و تایلند استفاده می‌شود. برخی دیگر از کشورها نظیر ژاپن از این روش به عنوان بخشی از نظام انتخاباتی موازی استفاده می‌کنند. کشور ژاپن از ۱۹۴۸ تا ۱۹۹۳ منحصراً از این روش برای انتخابات مجلس نمایندگان خود استفاده می‌کرد که به این روش شهرت و رواج بخشید. این نظام سابقاً در انتخابات مجلس نواب اردن نیز استفاده می‌شد.
کشورهای کره جنوبی و تایوان نیز سابقهٔ استفاده از این روش را دارند.

## مثال
در یک انتخابات فرضی، ۵ نامزد از ۳ حزب برای کسب ۳ کرسی به رقابت می‌پردازند.
| نامزد | حزب  | آرا  |
| ----- | ---- | ---- |
| الف   | آبی  | ۸۱۹  |
| ب     | قرمز | ۱۸۰۴ |
| ج     | زرد  | ۱۹۹۶ |
| د     | زرد  | ۱۹۹۹ |
| ه‍     | قرمز | ۲۷۱۸ |

ه‍، د، ج به ترتیب برنده خواهند شد.
اما اگر آرای هر حزب را بشماریم:
| حزب  | آرا  | درصد | کرسی |
| ---- | ---- | ---- | ---- |
| قرمز | ۴۶۳۹ | ۴۹٪  | ۱    |
| زرد  | ۳۹۹۵ | ۴۲٪  | ۲    |
| آبی  | ۸۱۹  | ۹٪   | ۰    |

حزب قرمز از حزب زرد آرای بیشتری کسب کرده ولی در نهایت کرسی‌های کمتری به دست آورده چون آرا بین نامزدانش به طرز نامتوازنی تقسیم شده‌است. اگر حزب قرمز یا زرد، نامزد سومی را هم علم می‌کردند (و رأی حزبشان بیشتر شکسته می‌شد)، احتمال کسب کرسی توسط حزب آبی (نامزد الف) افزایش می‌یافت.

## محاسن
مهم‌ترین مزیت این روش نسبت به نظام نخست‌نفری و سایر نظام‌های اکثریتی آن است که انتخاب نماینده از بین احزاب کوچک و نامزدان مستقل را تسهیل می‌کند. هرچقدر که تعداد کرسی‌های حوزهٔ انتخابیه بیشتر باشد، تسهیم کرسی‌ها متناسب‌تر و عادلانه‌تر خواهد بود. برخی از دانشمندان علوم سیاسی این روش را جزو نظام‌های نیمه‌تناسبی دسته‌بندی کرده‌اند. انتخاب نماینده‌های مستقل در پارلمان اردن شاهدی بر این مدعاست. نیکلاس تیدیمن، اقتصاددان و مبدع چند روش انتخاباتی، این نظام را از لحاظ تناسبی بودن از بین پنج درجهٔ خیلی زیاد، زیاد، متوسط، کم، و خیلی کم در وضعیت متوسط قرار می‌دهد.
مزیت دیگر این نظام انتخاباتی آن است که می‌تواند احزاب سیاسی را سازمان‌یافته و منظم بار بیاورد. احزاب باید طرفدارانشان را به‌نحوی هماهنگ کنند که آرا بین نامزدهای حزب تقریباً به اندازهٔ مساوی تقسیم شود تا میزان آرای هدررفته کاهش یابد و احتمال انتخاب نامزدهای متعدد از یک حزب بالاتر برود. همچنین مشاهده شده‌است که این نظام انتخاباتی، نظام حزبی کشور را کمتر از نظام‌های انتخاباتی تناسبی دچار گونه‌گونی و تشتت می‌کند. مثلاً در طول سال‌های متمادی که کشور ژاپن از این نظام انتخاباتی استفاده می‌کرد، دولت حاکم را تقریباً یک حزب به‌تنهایی تشکیل می‌داد.
مزیت دیگر سادگی آن است، هم از لحاظ همه‌فهم بودن قواعد و نحوهٔ رأی‌دهی و هم از لحاظ شمارش آرا و سایر مراحل اجرایی.

## معایب
ممکن است احزاب سیاسی کوچک که طرفدارانشان از لحاظ جغرافیایی در کل کشور پراکنده‌اند، هیچ کرسی‌ای به دست نیاورند یا دست‌کم به اندازهٔ آرای کسب‌شده، صاحب کرسی نشود. بدین ترتیب احزاب بزرگ‌تر با کسب صرفاً اکثریت سادهٔ آرای مردمی، خواهند توانست اکثریت مطلق کرسی‌ها را به دست آوردند و دولت حاکم را به‌تنهایی تشکیل دهند (اکثریت ساختگی). گرچه می‌توان میزان تناسبی بودن روش را با انتخاب حوزهٔ انتخابیهٔ بزرگ‌تر افزایش داد، اما قاعدتاً هرچه حوزه بزرگتر شود از سطح ارتباطات وکیل و موکل کاسته خواهد شد. در تایلند حوزه‌هایی با ۱۸ نماینده وجود دارد که کنترل آنان به‌سادگی امکان‌پذیر نیست.
چون در این نظام ممکن است چند نامزد از یک حزب برای کسب تک‌رأی رأی‌دهندگان با هم رقابت کنند، احتمال ایجاد خصومت درون‌حزبی افزایش می‌یابد. این رقابت‌های درون‌حزبی ممکن است به بروز فساد مثلاً رشوه‌دهی به رأی‌دهندگان حزب منجر شود، با این توضیح که وقتی حزب آبی فقط یک نامزد را در انتخابات علم کرده‌است، طرفداران حزب آبی چاره‌ای جز رأی دادن به همان نامزد ندارند و طرفداران حزب قرمز هم به‌احتمال زیاد به نامزد حزب خود رأی خواهند داد. ولی وقتی دو یا چند نامزد از حزب آبی در رقابت‌های انتخاباتی حاضر باشند، انتخاب هر یک از آنان برای طرفداران حزب آبی چندان توفیری ندارد و طرفداران ممکن است رأی خود را به‌ازای دریافت برخی تسهیلات بفروشند.
احزاب هم در فرایند معرفی نامزدان و هم مدیریت رأی‌دهندگان، باید از استراتژی‌های پیچیده استفاده کنند. معرفی تعداد زیاد نامزدان به‌همان اندازه سرنوشت حزب را به خطر می‌اندازد که معرفی تعداد کم نامزدان. هماهنگ‌کردن رأی‌دهندگان برای تقسیم رأی آنان به اندازهٔ مساوی بین نامزدان نیز پرهزینه و دشوار است. در مجموع این روش در برابر رأی‌دهی تاکتیکی آسیب‌پذیر است. نیکلاس تیدیمن،  این نظام را از لحاظ کاهش رأی‌دهی تاکتیکی از بین پنج درجهٔ خیلی زیاد، زیاد، متوسط، کم، و خیلی کم در وضعیت متوسط قرار می‌دهد. طرفداران نامزدی که بیشتر از میزان لازم رأی دارد، می‌توانند زد و بند کنند و بخشی‌شان به نامزد دیگری رأی دهند تا شانس انتخاب شدن او را هم افزایش دهند. از آن طرف، طرفداران نامزدی که شانسی برای انتخاب شدن ندارد، می‌توانند به جای نامزد محبوبشان به کس دیگری رأی دهند که آنقدری رأی دارد که در صورت هماهنگی و همکاری رأی‌دهندگان با همدیگر از شانس قابل توجهی برای انتخاب شدن بهره‌مند گردد.
چون در این روش هر رأی‌دهنده فقط یک رأی دارد، احزاب به اندازهٔ کافی انگیزه پیدا نمی‌کنند که برنامه‌ها و طرح‌هایشان را برای همهٔ اقشار جامعه جذاب نگه دارند. مادامی که حزب مطمئن است که رأی کافی را در یک حوزه دارد، لزومی به سازش و جلب نظر سایر رأی‌دهندگان نمی‌بیند.
میزان آرای هدررفته در این روش معمولاً بالاست، مخصوصاً وقتی نامزد شدن برای انتخابات ساده و کم‌هزینه باشد.

## یادداشت
1. ↑  Nicolaus Tideman